# Чувашов, Эдуард Владимирович
Эдуа́рд Влади́мирович Чувашо́в (25 ноября 1962, Тула, СССР — 12 апреля 2010, Москва, Россия) — российский юрист, судья федерального суда Российской Фередации.

## Биография
Эдуард  Владимирович  Чувашов  родился 25 ноября 1962 года в Туле. Окончил Высшую юридическую заочную школу МВД СССР. Занимал должность начальника криминальной милиции ОВД Пресненского района города Москвы. В декабре 2001 года Эдуард Чувашов был назначен федеральным судьёй Гагаринского районного суда города Москвы. Также с 2005 по 2008 год он был судьёй судебной коллегии по уголовным делам первой инстанции, в 2005 году он вынес обвинительный приговор Елене Клименковой, обвинявшейся в хищении 46 миллионов долларов, принадлежавших Сбербанку. В марте 2008 года пришёл на работу в Московский городской суд, где рассматривал уголовные дела по первой инстанции. Как отмечала «Российская газета»,

хотя стаж работы Чувашова в Мосгорсуде небольшой, всего два года, ему доверяли рассматривать довольно сложные многотомные уголовные дела, фигурантами которых являлись десятки обвиняемых. Достаточно вспомнить процессы по преступлениям группировок скинхедов. Один из последних приговоров он вынес «по делу группы националистов». Только за последнее время Эдуард Чувашов трижды судил преступников за убийства на почве национальной ненависти. Такие процессы у судей-криминалистов считаются особо сложными.

В Мосгорсуде Чувашов был судьёй по ряду громких уголовных дел. В 2009 году он рассматривал дела о коррупции, в том числе в рядах сотрудников МВД, и вынес по ним обвинительные приговоры. В ноябре того же года Чувашов вынес решение о продлении нахождения под стражей генерала-лейтенанта ФСКН Александра Бульбова, однако сразу после этого с санкции следствия Бульбов был освобождён под подписку о невыезде.
В начале 2010 года Чувашов занимался делом банды русских националистов «Белые волки», признанных виновными в серии убийств и приговорённых к срокам лишения свободы от 6,5 до 23 лет, и рассматривал дело Рыно — Скачевского — других русских националистов, которые за убийства были осуждёны к срокам от 6 до 20 лет лишения свободы.
В производстве у Чувашова оставалось два уголовных дела: он должен был выступить председателем в суде над Сергеем Коноплиным и Константином Грызунковым, которых обвиняли в убийстве из хулиганских побуждений, а также в проходившем под грифом «секретно» уголовном деле по статье «терроризм»: обвиняемым был Владимир Белашев из группы «Реввоенсовет», подорвавший в 1997 году памятник Николаю II и минировавший памятник Петру I работы Зураба Церетели в Москве. Судебное заседание по последнему делу, решение по которому пересматривалось по требованию Страсбургского суда, было назначено на 12 апреля 2010 года. Кроме того, в послужном списке судьи Чувашова было несколько крупных коррупционных дел.

## Убийство
Судья был убит 12 апреля 2010 года при выходе из своей квартиры в доме номер 24 в Стрельбищенском переулке примерно в 8:30 утра. Неизвестный стрелял из нагана и после убийства скрылся. В розыск был объявлен мужчина славянской внешности. Следствие сразу связало убийство судьи с его профессиональной деятельностью и начало розыск подозреваемого, ориентируясь на запись с камеры видеонаблюдения и показания свидетелей. Следователи обнаружили значительное количество улик на месте, где был убит Чувашов. Были обнаружены отпечатки пальцев, два окурка сигарет, след обуви, волосы, а также микрочастицы. Преступника не только запечатлели видеокамеры, но и запомнил 20-летний дворник. С его слов был составлен фоторобот убийцы, который опубликовали российские СМИ. По его словам, человек был не похож на славянина, больше на уроженца Кавказа. Наиболее вероятной в прессе называли связь убийства с судом над националистами.
14 апреля 2010 года был похоронен на Троекуровском кладбище Москвы.

## Расследование
По факту убийства судьи были возбуждены уголовные дела по статьям 295 («посягательство на жизнь лица, осуществляющего правосудие или предварительное расследование») и 222 УК РФ («незаконный оборот оружия»). В мае 2010 года сообщалось, что следствие окончательно связало убийство Чувашова с его профессиональной деятельностью. 25 июня 2010 года глава Следственного комитета Александр Бастрыкин заявил о том, что следствие рассчитывает в скором времени раскрыть это преступление и что основной версией относительно его мотивов остаётся профессиональная деятельность судьи. В марте 2011 года стало известно, что был установлен подозреваемый в убийстве, им оказался 28-летний Алексей Коршунов. При этом указывалось, что Коршунов был хорошим знакомым националиста Никиты Тихонова, который вместе с Евгенией Хасис обвинялся в убийстве адвоката Станислава Маркелова и журналистки Анастасии Бабуровой. Кроме того, вскоре Коршунов, бежавший на Украину, был обвинён и в убийстве антифашиста Ивана Хуторского в ноябре 2009 года. В связи с этим, в мае 2011 года дела об убийствах Чувашова и Хуторского были объединены в одно производство. В октябре того же года Коршунов погиб в результате случайного подрыва собственной гранаты в Запорожье, когда совершал пробежку на стадионе. 27 июня 2012 года ФСБ России объявила о задержании подозреваемых в причастности к убийству московского судьи. Были задержаны двое 27-летних жителей Подмосковья — Максим Баклагин и Вячеслав Исаев. Они скрывались на съёмной квартире во Владимирской области. По версии следствия, Баклагин и Исаев являются членами законспирированных вооружённых групп праворадикалов. Как сообщалось, оба они участвовали с 2004 года в праворадикальных вооружённых группах и подозревались в тяжких преступлениях на территории Подмосковья в 2008-2010 годах. 28 июня 2012 года Следственный комитет предъявил обвинения Вячеславу Исаеву и Максиму Баклагину, задержанным по подозрению в причастности к убийству судьи Мосгорсуда, а также в других преступлениях. Молодым людям вменяются убийство, совершённое организованной группой по мотивам идеологической ненависти, посягательство на жизнь судьи и незаконное хранение оружия. Как стало известно: будучи прописаны в Подмосковье, они скрывались на съёмной квартире во Владимирской области. Там и было произведено задержание. Задержанные попытались оказать сопротивление, но были быстро обезврежены. При обыске в квартире нашли финский пистолет-пулемёт «Суоми», пистолет Макарова и ручную гранату. По данным СМИ изначально Баклагина и Исаева подозревали в другом убийстве. По версии следствия, в 2009 году они вместе со своим единомышленником Юрием Тихомировым зарезали антифашиста Илью Джапаридзе. Всех троих подозреваемых вскоре задержали, но Баклагина и Исаева отпустили под подписки о невыезде. Они сбежали и с тех пор находились в розыске. Тихомиров был приговорён к десяти годам колонии. Пока молодых людей разыскивали, следователи пришли к выводу, что они могли оказывать помощь предполагаемому убийце судьи Чувашова, Алексею Коршунову. В октябре 2012 года Баклагин на закрытом заседании Мосгорсуда признался в слежке за Чувашовым и незаконном хранении оружия и боеприпасов.
11 декабря стало известно, что Баклагину и Исаеву инкриминируется создание организованной преступной группы, которая скрывалась под вывеской «БОРН». По версии следствия в состав группировки входили Исаев, Баклагин, Никита Тихонов и Алексей Коршунов и возможно другие неустановленные лица. Преступную деятельность они вели как минимум с 2008 года. На след группировки правоохранители вышли в 2009 году в ходе расследования убийства адвоката Маркелова и журналистки Бабуровой и ареста Никиты Тихонова и Евгении Хасис. По данным следователей в своих разговорах Тихонов и Хасис упоминали слежку за Чувашовым. По данным следствия слежку за Чувашовым и Хуторским организовали Исаев и Баклагин, а убийство обоих совершил Коршунов. Кроме убийств федерального судьи и антифашиста СКР инкриминирует задержанным убийство антифашиста Ильи Джапаридзе, убийство чемпиона мира по тайскому боксу Муслима Абдуллаева, убийство таксиста Соса Хачикяна, проходившего обвиняемым по делу об избиении беременной сотрудницы Евросети, и покушении на полицейского ОВД Гольяново Гагика Беняминяна, который был вовлечён в имущественный конфликт москвички и её соседей из Средней Азии. Также из колонии в Московский СИЗО был переведён Никита Тихонов. Следствие обвиняет его в соучастии в убийстве. По версии следствия несмотря на то, что во время убийства он был под следствием за убийство Маркелова и Бабуровой, националист занимался подготовкой преступления и передал Коршунову пистолет, из которого тот убил судью. По некоторым данным Тихонов дал признательные показания. Также в своё время при обыске у Тихонова были обнаружены фотография и адресные данные судьи. По данным расследования Никита, ещё находясь на свободе, вместе с сообщниками разрабатывал план убийства Чувашова, а не принял участия в нём, так как оказался за решёткой. Кроме Тихонова в соучастии убийства подозревается Юрий Тихомиров, уже осуждённый на 10 лет и скрывавшийся на Украине Михаил Волков. Также обвинения в соучастии в убийстве были предъявлены Илье Горячеву, который был арестован в Сербии и выдан России, и бывший по версии следствия главарём БОРН. Однако позднее это обвинение было снято. 25 марта 2014 года дело группировки «БОРН» было передано в суд.

## Высказывания
В сеть попала аудиозапись с речью Чувашова по делу «Белых Волков», после которой судью обвинили в русофобии. Чувашов, разговаривая с одним из обвиняемых, в ответ на заявление скинхеда о том, что приезжие безобразно ведут себя в России,  заявил, что и русские за границей подчас ведут так, что их порой хочется «вешать и убивать». Пресса писала, что за это Чувашов был включён в «чёрный список» националистов. Однако процесс по делу «Белых Волков» закончился оправданием некоторых обвиняемых. Впоследствии пресса получила сведения о том, что Чувашову начали поступать угрозы, после чего ему разрешили носить с собой оружие.

## Семья
Чувашов был женат. На момент гибели у него осталась двухлетняя дочь Арина. После убийства Чувашова его родственникам было выплачено 16 миллионов рублей в качестве компенсации.